# OneXPlayer
OneXPlayerは、Windows 10をベースであるx86のハンドヘルドPC（携帯型ゲーミングPC）。中華人民共和国の企業、One-Netbookによって製造・開発された。2021年3月に発表され、後に価格を明らかにした。2021年5月10日にIndiegogoでクラウドファンディングを開始した。後継機種はOneXPlayer 2である。日本での販売代理店は株式会社テックワン。

## ハードウェア

#### CPU/GPU
OneXPlayer は、Intel (Tiger Lake）のCPUが異なるモデルが4種類がラインナップされている。Intel Core i5 1135G7、Core i7 1165G7, 1185G7, 1195G7 である。うちのCore i7 モデルは、内蔵グラフィックとして、Iris Xe Graphics 96EUs iGPUs を内蔵する。Core i5 モデルも Iris Xe Graphics を内蔵するが、80EUである。 メモリは、4 x 4 GB の RAM (それぞれ 4266 MHz で動作) を備えた 16 GB の LPDDR4と、512 GB から 2 TB の SSD (選択に応じて) が搭載し、microSDカードスロットを介してストレージを追加することもできる。OneXPlayer の 内蔵グラフィック性能は、PlayStation 4 (またはカスタム AMD APU を使用する Steam Deck) とほぼ同等の性能である。
後に、AMD Ryzen 7 4800U, 5700U, 5800Uを搭載したモデルも発売した。これらのモデルは、内蔵グラフィックに Radeon Vega 8 iGPUを搭載し、メモリとRAMの構成は同じである。ハードウェアのスペック、パフォーマンス性能はGPD Win 3と同等である。

#### コントローラー
2つのアナログスティック、ABXYボタン、そしてデバイスの両側に2つのショルダーボタンを備えている。

#### インターフェイス
Bluetoothをサポートし、Wi-Fiも統合されている。 ヘッドフォンジャックも搭載しています。USB 3.0が1つ、USB4 Type-Cが2つ（うち1つはThunderboltをサポートし、eGPU対応）、そして充電用にもう1つ搭載されています。

#### 充電
65.5 W（15,300 mAh）のバッテリーを搭載し、USB-C経由で最大65 Wで充電される。バッテリーは「オフィスワーク、ウェブブラウジング、動画再生といった軽めの用途」に適している。ゲームや動画編集といった負荷の高い用途では、バッテリー駆動時間は約1 – 3時間、あるいは4時間（状況によって異なる）に短くなることもある。